# Amblypsilopus connexus
Amblypsilopus connexus är en tvåvingeart som först beskrevs av Walker 1835.  Amblypsilopus connexus ingår i släktet Amblypsilopus och familjen styltflugor. Inga underarter finns listade i Catalogue of Life.